# 玛伦·莫里斯
玛伦·拉蕾·莫里斯（英语：Maren Larae Morris；1990年4月10日—）是一名美國歌手、詞曲作家及音樂製作人，現為哥倫比亞納許維爾唱片公司旗下歌手。

## 音樂作品
- 英雄 (2016)

## 巡迴演出

### 個人領銜
- 英雄 巡迴演唱會 (2017) [5]

### 開場嘉賓
- Ripcord 世界巡迴演唱會 (2016) [6]
- 15 in a 30巡迴演唱會 (2017) [7]
- 閃耀世界巡迴演唱會 (2018) [8]